# Суд весеннего тинга
Суд весеннего тинга (исл. vorþingsdómur, исландское произношение: [ˈvorθiŋsˌtouːmʏr̥]) — суд, который чинил местный весенний тинг (народное собрание) над жителями подчиненных ему земель в Исландии в эпоху народовластия.
Суд весеннего тинга существовал в Исландии с 965 года и выступал как суд низшего звена, решения которого могли быть обжалованы в Четвертном суде. Суд весеннего тинга существовал на протяжении всей эпохи народовластия, вплоть до 1262—1264 годов, когда Исландия перешла под власть норвежской короны и суд был упразднен. На смену народного суда на тинге пришел суд сислюмадюра.
В каждой из частей Исландии было по три тинга, за исключением северного части, где их было четыре тинга, потому что эта часть была самой густонаселенной. Границы тингов в основном следовали особенностям ландшафта, на которых и базировалось древнее разделение страны на местные народные собрания. Система тингов в дальнейшем послужила королю Хакону Старому основой для раздела территории Исландии на сислы во главе с сислюменнами.
Всего на острове было 13 местных собраний и, соответственно, 13 судов весеннего тинга, которые проводились в течение 4-7 дней ежегодно на первом собрании тинга после праздника начала лета.
Председательствовали на суде весеннего тинга три жреца-годи, а впоследствии, после крещения Исландии, их сменили три священника. Каждый из председательствующих отбирал по 12 человек, участвующих в суде. Суд весеннего тинга являлся низшим судом и его полномочия ограничивалась разрешением различных имущественных, наследственных и земельных споров. Более важные дела, в том числе об убийствах и разбое, рассматривались в Четвертном суде, который заседал при Альтинге на полях возле Лёгберга к востоку от реки Эксарау на Тингведлире. В Четвертном суде можно было также обжаловать любое решение суда весеннего тинга.